# Samruk-Kazyna Ondeu
Samruk-Kazyna Ondeu, ранее Объединённая химическая компания (ОХК; каз. Біріккен химиялық компания, БХК) — казахстанская государственная компания, созданная в 2009 году решением Совета директоров АО «Фонд национального благосостояния „Самрук-Казына“» от 28 ноября 2008 года, основной оператор казахстанской Государственной программы по форсированному индустриально-инновационному развитию в части химической отрасли. В настоящее время[когда?] Объединённая химическая компания реализует ряд инвестиционных проектов. Производимая продукция предназначена для различных отраслей экономики, включая золотодобывающую отрасль, сельское хозяйство и др.
В рамках деятельности компанией были предприняты меры по модернизации действующих казахстанских химических предприятий и организации производства более 20 новых видов химической продукции; развитие конкурентоспособных производств химической промышленности, направленных на выпуск высокотехнологичной, экспортоориентированной и инновационной продукции с высокой добавленной стоимостью; налаживание проектов для выпуска ранее не производившейся в Казахстане продукции — цианид натрия, сульфат калия, полипропилен и пропиленоксид, полиэтилен, поливинилхлорид, глифосат, хлорид кальция, суперпластификаторы для бетона, присадки к маслам, флотореагенты и другие продукты.

## История
13 октября 2008 года, выступая на расширенном заседании Правительства Казахстана президент страны Нурсултан Назарбаев дал поручение «создать специальную компанию, которая будет заниматься проектами в химической отрасли». Фонд «Самрук-Казына» во исполнение поручения президента создал Объединённую химическую компанию, которая стала ведущим государственным оператором в химической промышленности. Среди целей, поставленных перед ОХК, были концентрация государственных активов в отрасли и стимулирование её дальнейшего развития. Среди приоритетных проектов — реконструкция сернокислотного завода мощностью 180 тыс. тонн в год, строительство интегрированного газохимического комплекса, производство полимерной продукции в Атырауской области, строительство СЭЗ «Химический парк Тараз» и др.

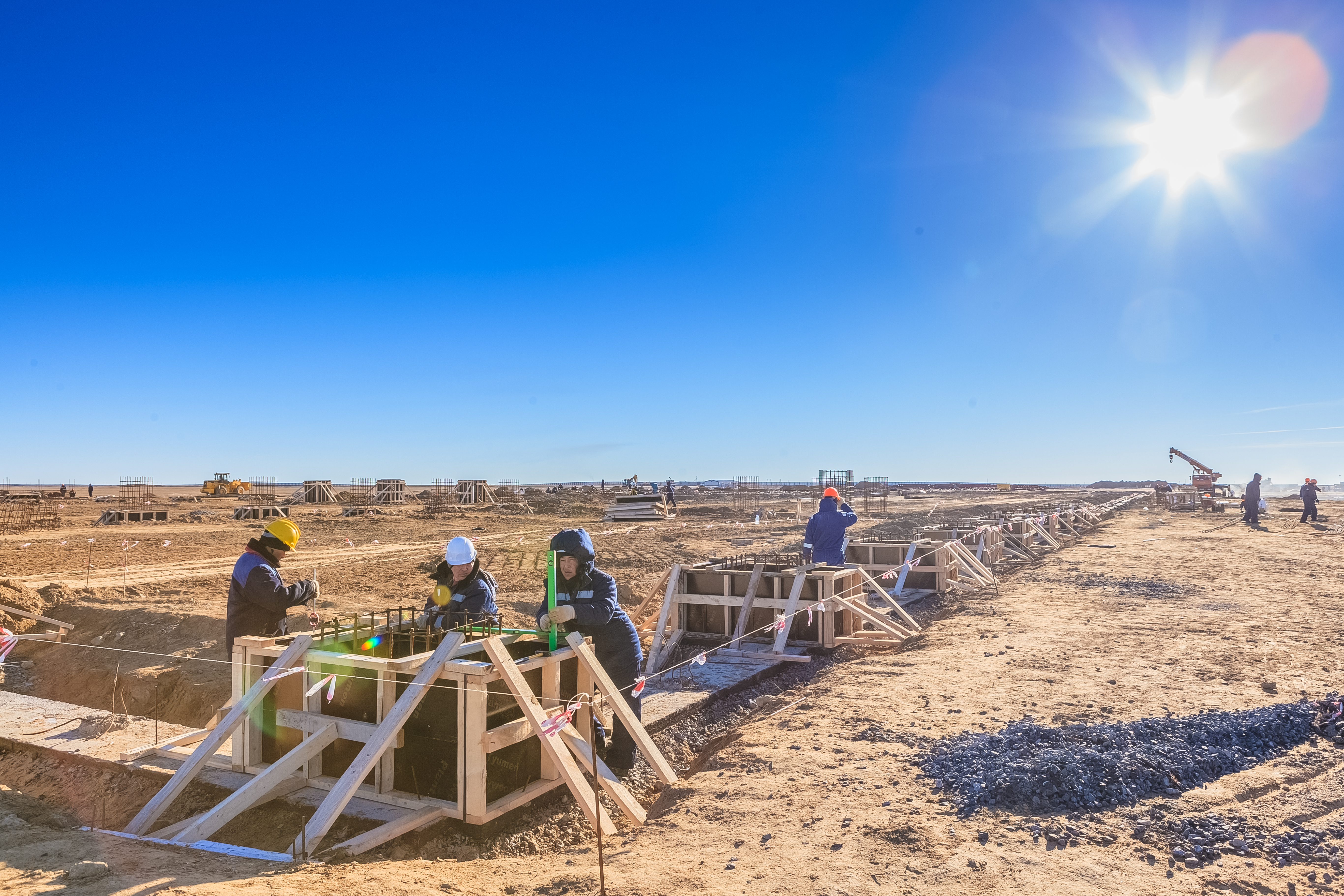
Строительство комплекса по производству полимерной продукции в Атырауской области

В феврале 2011 года между АО «Банк развития Казахстана» и Эксим банком Китая заключено кредитное соглашение о финансировании первой фазы проекта строительства интегрированного газохимического комплекса в Атырауской области. В 2011 году было начато строительство газохимического комплекса по производству полимерной продукции. В рамках работы по первой фазе проекта (полипропилен) было заключено кредитное соглашение о финансировании первой фазы проекта, завершено проектирование объектов инфраструктуры, продолжены строительные работы по объектам инфраструктуры, начата работа по проектированию основных технологических установок и внутриплощадочных сетей, разработана проектно-сметная документация. В августе 2011 года в ходе официальной встречи президента Казахстана Нурсултана Назарбаева с президентом Республики Корея Ли Мён Баком в целях совместной реализации второй фазы проекта, между казахстанской и корейской сторонами подписано соглашение о совместном предприятии LG Chem Ltd.. В рамках второй фазы проекта (полиэтилен) был осуществлен выбор стратегического партнёра (LG Chem Ltd.), который вошел в состав участников проектной компании по второй фазе проекта, было завершено обновление технико-экономического обоснования.

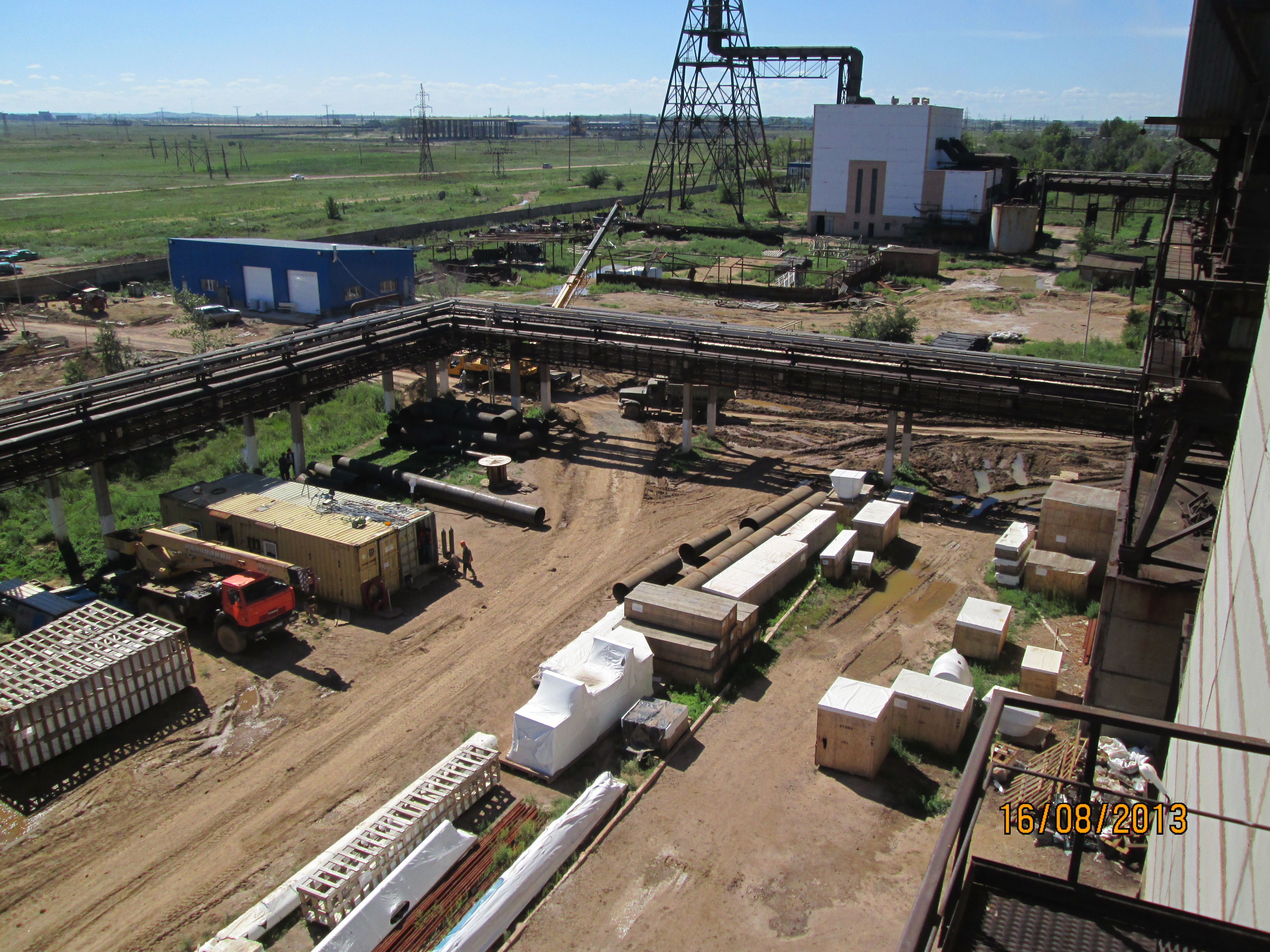
Реконструкция сернокислотного завода в Степногорске

В 2011 году между ТОО «СП СКЗ „Казатомпром“» и Евразийским банком развития был подписан кредитный договор для финансирования проекта реконструкции сернокислотного завода производственной мощностью 180 тыс. тонн в год в Акмолинской области (Степногорск).
30 сентября 2011 года на Генеральной ассамблее Европейского совета химической промышленности (CEFIC, англ.) было принято положительное решение в отношении заявки ТОО «Объединённая химическая компания» на получение статуса ассоциированной компании CEFIC.
В 2012 году были продолжены работы по проектам:
- в марте был подписан меморандум о взаимопонимании в отношении финансирования проекта «Строительство интегрированного газохимического комплекса в Атырауской области — фаза 2 (полиэтилен)» с корейскими экспортно-кредитными агентствами K-SURE и K-EXIM;
- в марте ОХК вошла в состав участников ТОО «KLPE (КейЭлПиИ)» (далее — ТОО «KLPE») — оператор проекта «Строительство интегрированного газохимического комплекса в Атырауской области — фаза 2 (полиэтилен)»;
- в апреле ОХК приобрела у АО «Разведка Добыча „КазМунайГаз“» 51 % доли участия в ТОО «KPI Inc.» (с октября 2009 года — в доверительном управлении компании)[7];
- в мае было подписано соглашение о сотрудничестве по управлению химическими технопарками в Казахстане между ОХК и компанией Jurong International Holding Pte (Сингапур)[8];
- в мае был подписан Меморандум о научно-технологическом сотрудничестве и подготовке специалистов для химических производств с Казахским национальным университетом имени аль-Фараби;
- в июле была создана специализированная инжиниринговая компания ТОО «ОХК Инжиниринг»;
- в сентябре ОХК вошла в состав участников ТОО «Полимер Продакшн» — оператора проекта производства полимерной продукции в Атырауской области;
- в ноябре указом президента Казахстана Н. Назарбаева была создана Свободная экономическая зона «Химический парк „Тараз“»[9];
- в декабре было создано ТОО «ХИМ-плюс» — оператор проектов производства трёххлористого фосфора, каустической соды, хлора и глифосата.

В 2013 году основным видом деятельности компании являлась инвестиционная деятельность, в рамках которой ОХК осуществляла управление следующими проектами:
- Реконструкция сернокислотного завода мощностью 180 тыс. тонн в год в Акмолинской области. В рамках реконструкции велись строительно-монтажные работы, завершена поставка основного технологического оборудования Desmet Ballestra, была решена проблема утилизации пара — установка энергокомплекса.
- Строительство интегрированного газохимического комплекса в Атырауской области, первая фаза (полипропилен): было завершено строительство подъездной автодороги; завершены работы по фундаменту трансформаторной станции, возведены порталы; завершена вертикальная планировка.
- Строительство интегрированного газохимического комплекса в Атырауской области, вторая фаза (полиэтилен). Проводится работа по привлечению заёмного финансирования за счет средств корейских и европейских экспортно-кредитных агентств.
- Производство полимерной продукции в Атырауской области. Получено заключение государственной экспертизы ПСД; проведена мобилизация подрядчика: организован вахтовый посёлок; проведены строительные работы, завершены земляные работы; произведена забивка железобетонных свай; выполнено устройство ПГС; устройство щебеночного основания, выполнены работы по бетонной подготовке; завезены строительные материалы.
- Производство глифосата, трёххлористого фосфора, каустической соды и хлора: определён юридический консультант, заключен договор на оказание консультационных услуг по управлению проектом на Этап 0 с компанией ТОО «ОХК Инжиниринг»; получены положительные заключения РГП «Госэкспертиза» на ТЭО проектов «Производство каустической соды и хлора», «Производство трёххлористого фосфора» и «Производство глифосата»; начаты подготовительные работы в рамках ПСД, ведутся переговоры с лицензиаром и поставщиками технологии производства.
- Оказание инжиниринговых услуг: получены лицензии на проектирование химических производств, на осуществление проектной деятельности III категории, на проектирование нефтехимических производств, на выполнение работ и услуг в области охраны окружающей среды.

В 2013 году решением Правления АО «Самрук-Казына» в рамках реализации проекта «Создание специальной экономической зоны „Химический парк Тараз“» было создано АО «Управляющая компания СЭЗ „ХимПарк Тараз“». Цели создания СЭЗ — создание комфортных условий для привлечения прямых инвестиций в импортозамещающие и экспортоориентированные, высокотехнологические и конкурентоспособные производства химической продукции. Кроме того, в цели проекта входит развитие и поддержка химической промышленности, в частности, производства химической продукции с высокой добавленной стоимостью с применением современных, экологически безопасных технологий путём привлечения ведущих компаний мира.

## Дочерние зависимые компании
- ТОО «SSAP»  совместная с КазАтомПром государственная компания из Степногорска по производству серной кислоты[11].
- ТОО «Полимер Продакшн» входит в группу компаний АО «Фонд Национального Благосостояния „Самрук-Қазына“», являясь дочерней организацией ТОО «Объединенная химическая компания». В настоящее время ТОО «Полимер Продакшн» реализует инвестиционный проект «Производство полимерной продукции в Атырауской области».
- АО "УК «СЭЗ Химический парк Тараз» было создано в 21 февраля 2013 года. Цели создания СЭЗ — создание привлекательных условий для привлечения прямых инвестиций в импортозамещающие и экспортоориентированные, высокотехнологические и конкурентоспособные производства химической продукции. Кроме того в цели проекта входит развитие и поддержка химической промышленности, производство химической продукции и изделий на их основе с высокой добавленной стоимостью путем привлечения ведущих компаний мира в данной отрасли.
- ТОО «ХИМ-плюс» учреждено 7 декабря 2012 года в городе Астана на общем собрании учредителей ТОО «Объединённая химическая компания» и ТОО «Самрук-Казына Инвест». Целью деятельности ТОО «ХИМ-плюс» является реализация инвестиционных проектов «Производство глифосата (гербицида)», «Производство каустической соды и хлора» и «Производства трёххлористого фосфора».
- ТОО «Сернокислотный завод „Казатомпром“». Основные цели проекта: обеспечение уранодобывающих предприятий АО НАК «Казатомпром» серной кислотой; решение проблем переработки серы, оказывающей негативное воздействие на экологическую ситуацию в Каспийском регионе; развитие химической промышленности в северных регионах Республики Казахстан путём переработки серы с применением современных технологий.
- ТОО «Kazakhstan Petrochemical Industries Inc.» является оператором Проекта «Строительство первого интегрированного газохимического комплекса в Атырауской области» (далее — Проект), и создано на основании Постановления Правительства Республики Казахстан № 101 от 29 января 2004 года.
- ТОО «Karabatan Utility Solutions» — «Строительство объектов инфраструктуры СЭЗ НИНТ», Газотурбинная электростанция мощностью 310 МВТ.
- ТОО «KLPE». В рамках Программы по форсированному индустриально-инновационному развитию Республики Казахстан на 2010—2014 гг. осуществляется реализация проекта «Строительство интегрированного газохимического комплекса в Атырауской области — Вторая фаза (полиэтилен)». Проект осуществляется в рамках Программы развития нефтехимической промышленности Республики Казахстан на 2008—2013 годы, с целью использования имеющихся объёмов газа месторождения Тенгиз в качестве исходного сырья для производства нефтехимической продукции с высокой добавленной стоимостью для последующего сбыта на внутреннем и внешнем рынках.